# Ново-Троицк
Ново-Троицк — село в Артыбашском сельском поселении Турочакского района Республики Алтай России.

## История
Основано в 1911 году.

## География
Расположено в северной части Республики Алтай, в степной зоне, в долине реки Пыжа и её правого притока — реки Чуря. С запада ограничено Сумультинским хребтом, который в окрестностях села достигает высоты до 900 метров над уровнем моря. Высота центра села над уровнем моря — 556 м.
Уличная сеть
состоит из десяти географических объектов:
- Микрорайон: мкр. Чересполосный участок села Ново-Троицк
- Переулки: Карасу пер., Речной пер.
- Улицы: ул. Дальняя, ул. Заречная, ул. Зелёная, ул. Луговая, ул. Новотроицкая ул. Раздольная, ул. Черемуховая

## Население
| 2010 | 2011 | 2012 | 2013 | 2014 | 2015 | 2016 |
| ---- | ---- | ---- | ---- | ---- | ---- | ---- |
| 46   | →46  | ↗47  | ↘44  | ↘38  | ↗40  | ↘39  |

В 1989 году проживало 66 человек, в 2002-м 45
Проживают только алтайцы.

## Инфраструктура
Основное направление экономики Ново-Троицка — туристическая индустрия.
В Ново-Троицк ведёт дорога регионального значения длиной 16,449 км. «Иогач — Ново-Троицк» (Идентификационный номер 84К-18) ("Постановление Правительства Республики Алтай от 12.04.2018 N 107 «Об утверждении Перечня автомобильных дорог общего пользования регионального значения Республики Алтай и признании утратившими силу некоторых постановлений Правительства Республики Алтай»).

## Топографические карты
- Лист карты M-45-IV Иогач. Масштаб: 1 : 200 000. Состояние местности на 1980 год. Издание 1992 г.